# Gouvernementen van Jordanië

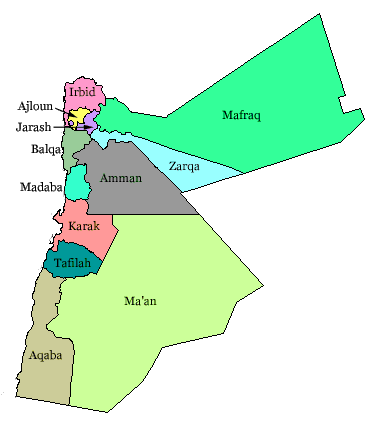
Gouvernementen van Jordanië

De gouvernementen van Jordanië (محافظة, muḥāfaẓä) vormen de bestuurlijke hoofdindeling van Jordanië.
- Ajlun
- Amman
- Akaba
- Balka
- Irbid
- Jerash
- Kerak
- Ma'an
- Madaba
- Mafrak
- Tafilah
- Zarka

De Gouvernementen zijn onderverdeeld in banieren (لواء, liwāʾ) en nog verder in districten (قضاء, qaḍāʾ)